# Tajemnica szyfru Marabuta
Tajemnica szyfru Marabuta – polski serial animowany zrealizowany w latach 1976–1979. Scenariusz napisał Maciej Wojtyszko, a plastycznie opracowała Grażyna Dłużniewska.

## Fabuła
Serial opowiada o przygodach dwóch detektywów – Kajetana Chrumpsa i Kota Makawitego, którzy są prześladowani przez groźnego przestępcę – kameleona Super.

## Obsada głosowa
- Wieńczysław Gliński – narrator
- Jerzy Bończak – Kajetan Chrumps
- Piotr Loretz – kot Makawity
- Anna Łopatowska – Bromba
- Krzysztof Majchrzak – reżyser Gluś
- Barbara Winiarska – Malwinka
- Maciej Staniewicz – Fikander
- Marek Siudym –
  - bibliotekarz Puciek,
  - Kameleon Super
- Rafał Sikora – Tarapat
- Maciej Damięcki – wróbel Puciaty
- Irena Kwiatkowska – ciotka Molesta
- Maria Winiarska – żeński Fum
- Wiktor Zborowski – Fum #1
- Hubert Antoszewski – Fum #2

Źródło: 

## Spis odcinków
1. Porwanie
2. Tajemniczy słoik
3. Niezwykły powrót
4. Niepokój i troska
5. Straszliwa noc
6. Zdrada i fałsz
7. Osaczeni
8. Na trawie
9. Przestępca jest wśród nas
10. Jak na to wpadłeś, Kajetanie?